# Duchcov
Duchcov (en allemand : Dux) est une ville du district de Teplice, dans la région d'Ústí nad Labem, en Tchéquie. Sa population s'élevait à 8 582 habitants en 2021.
Ville minière, Duchcov est d'abord connue pour son château, ensuite en raison du séjour qu'y effectua le célèbre écrivain, aventurier et diplomate italien Giacomo Casanova de 1785 jusqu'à sa mort, en 1798. Il était le bibliothécaire du propriétaire du château, le comte de Valdštejn ; c'est à Duchcov qu'il rédigea son chef-d'œuvre, Histoire de ma vie.

## Géographie
Duchcov se trouve au pied des monts Métallifères dont elle marque le centre. Elle est située à 8 km au sud-ouest de Teplice, à 23 km à l'ouest-sud-ouest d'Ústí nad Labem et à 77 km au nord-ouest de Prague.
La commune est limitée par Háj u Duchcova et Jeníkov au nord, par Lahošť, Zabrušany et Ledvice à l'est, par Bílina au sud, et par Osek à l'ouest.

## Histoire
La première mention de cette petite ville date de 1207. En 1380, sa population est touchée par la peste. Puis l'activité redémarre et en 1390, une école y est fondée.
En 1420, Duchcov est conquise par les Hussites — l'Église hussite est une Église suivant l'enseignement de Jan Hus.
Un ensemble austro-bohême, comprenant cette cité, est fondé en 1526 lorsque Ferdinand, époux d'Anne Jagellon, hérite de son beau-frère Louis II de Hongrie. Dans ce contexte, en 1544, la famille Valdštejn (nom orthographié également en Wallenstein) s'installe à Duchcov (Dux) : elle y acquiert un ancien château de style Renaissance, appartenant jusque-là à la famille Lobkovic, et construit à sa place une demeure plus moderne. C’est ainsi qu'est fondé le château de Duchcov.
En 1639-1640, la ville est temporairement conquise par les Suédois lors de la guerre de Trente Ans. Mais finalement, ce conflit puis la guerre de Succession d'Autriche entre 1740 et 1748 consolident plutôt l'ensemble austro-bohême, créé par Ferdinand, ébauche de l'empire austro-hongrois.
Entretemps, en 1709, un incendie ravage la ville.
Entre 1785 et 1798, Giacomo Casanova réside à Duchcov. Il est employé comme bibliothécaire du château par le comte de Valdštejn. Il y a des altercations avec des domestiques. Mais il y passe finalement les treize dernières années de sa vie et y travaille à ses Mémoires, qui vont le rendre célèbre,,. 
En 1892, l´électricité est installée dans la ville. En 1921, le château de Duchcov est vendu par les Valdštejn, qui quittent le lieu, à la Tchécoslovaquie, devenue un État souverain et une république.

## Le château
Le château de Duchcov, construit par l'architecte français Jean-Baptiste Mathey, a vu passer dans ses murs des personnalités telles que Goethe, Friedrich Schiller, Frédéric Chopin, Casanova (comme bibliothécaire) et Ludwig van Beethoven (1812). Enfin, c'est aussi dans ce château qu'eurent lieu des conversations politiques entre le tsar Alexandre Ier de Russie, le roi Frédéric-Guillaume III de Prusse et l'empereur François Ier d'Autriche.

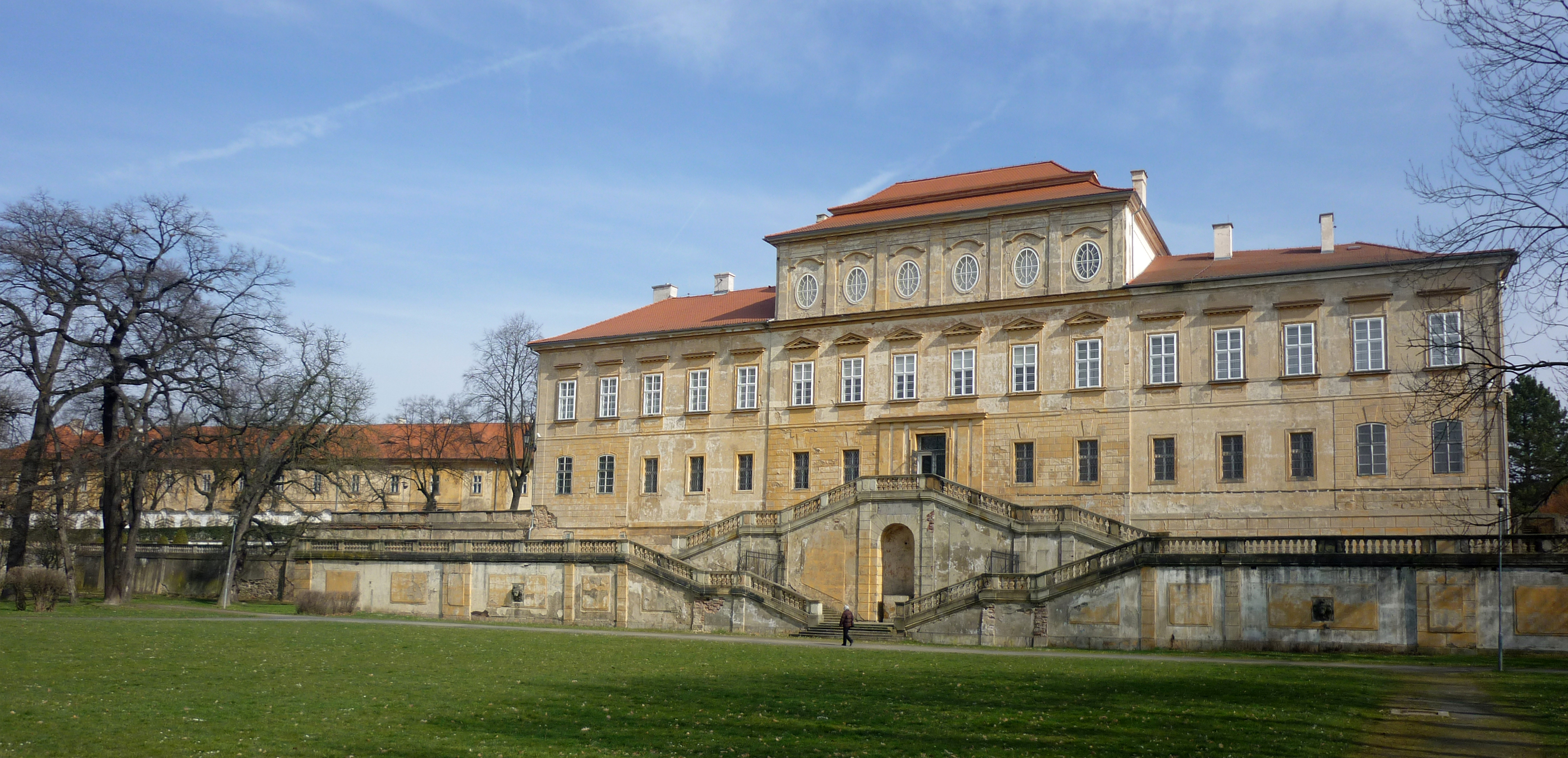
Arrière du château de Duchcov.
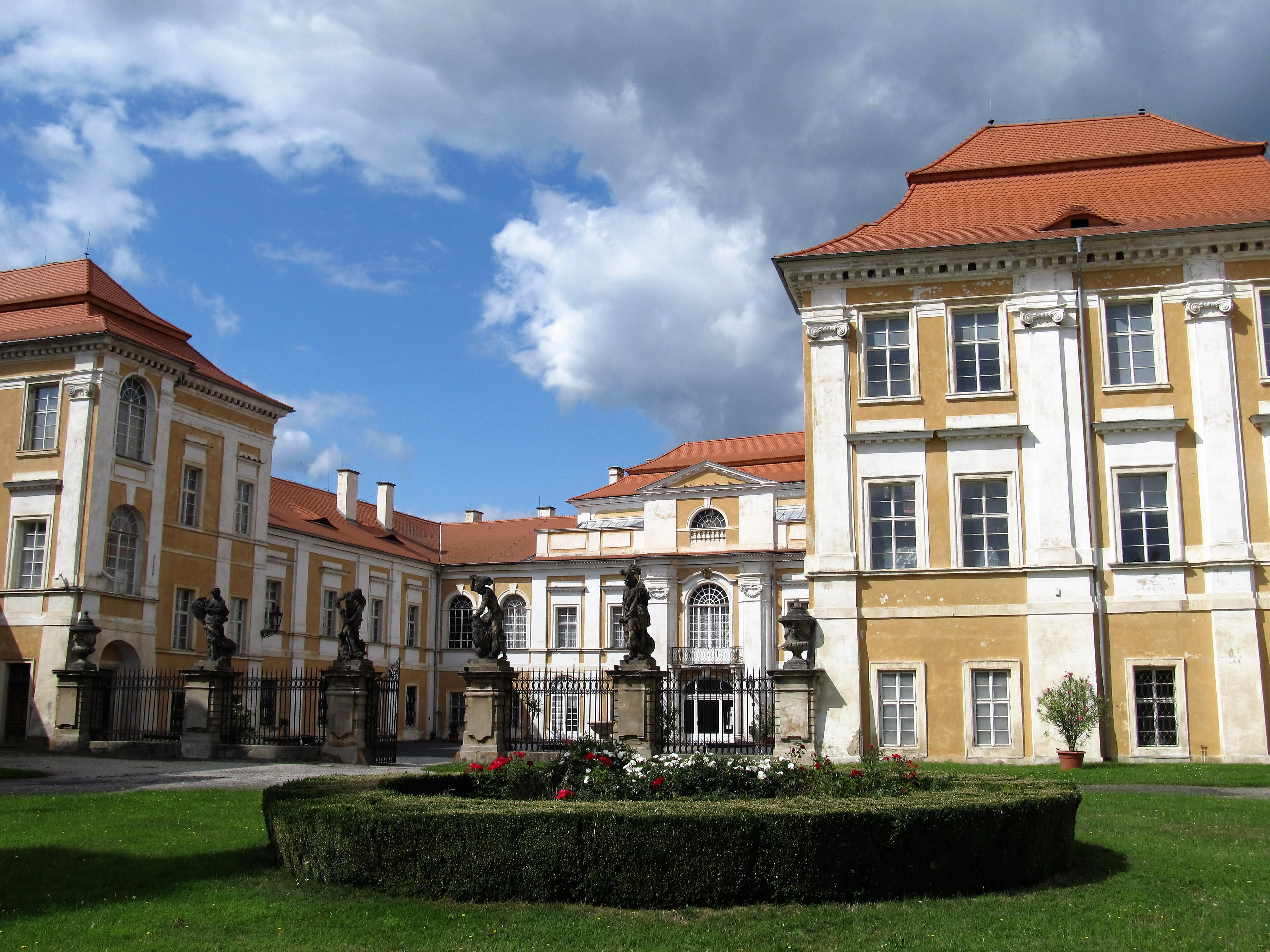
Cour du château de Duchcov.

Après son acquisition par l'État, ce château abrite différents organismes. Il subit notamment des transformations en un centre social ou encore en une maison de retraite. Les intérieurs sont endommagés. Il est réhabilité dans les années 1960 et ouvert au public.

## Autres curiosités
- L'église baroque.
- Statue de la Sainte Trinité dans le jardin du château.
- L'étang Sfingový.
- La colonne Saint-Laurent.
- Statue de Walther von der Vogelweide, poète lyrique allemand le plus célèbre du Moyen Âge.
- Le jardin du château.
- La maison de Jan Hus.
- Le viaduc de Duchcov.
- La fontaine et la statue de saint Florian.
- Le jardin princier.

## Jumelage
Duchcov est jumelée avec deux villes :
- Miltenberg (Allemagne) depuis le 16 novembre 2004
- Mulda/Sa. (Allemagne) depuis le 6 décembre 2005

## Transports
Par la route, Duchcov se trouve à 8 km de Teplice, à 28 km d'Ústí nad Labem et à 99 km de Prague.

## Personnalités
- Giacomo Casanova, mort à Duchcov en 1798.

Personnalités liées au sport :
- Štěpán Vachoušek (né en 1979), footballeur professionnel international tchèque et ancien joueur de l'Olympique de Marseille, actuellement au FK Teplice, son club formateur, de la ville voisine de Duchcov.
- Eva Birnerová (née en 1984), joueuse de tennis professionnelle et membre de l'équipe de République Tchèque de Fed Cup.
- Iva Budařová (née en 1960), ancienne joueuse de tennis professionnelle).